# Proteuxoa gypsina
Proteuxoa gypsina là một loài bướm đêm thuộc họ Noctuidae. Nó được tìm thấy ở Nam Úc và Tây Úc.